# The Loneliest
Singles de Måneskin
If I Can Dream
(2022) Gossip
(2023)
The Loneliest est une chanson du groupe de rock italien Måneskin. Sortie le 7 octobre 2022, The Loneliest est le troisième single extrait du troisième album du groupe Rush!. Elle rencontre un certain succès en Europe, se classant notamment en première place des charts italiens et wallons.

## Écriture et composition

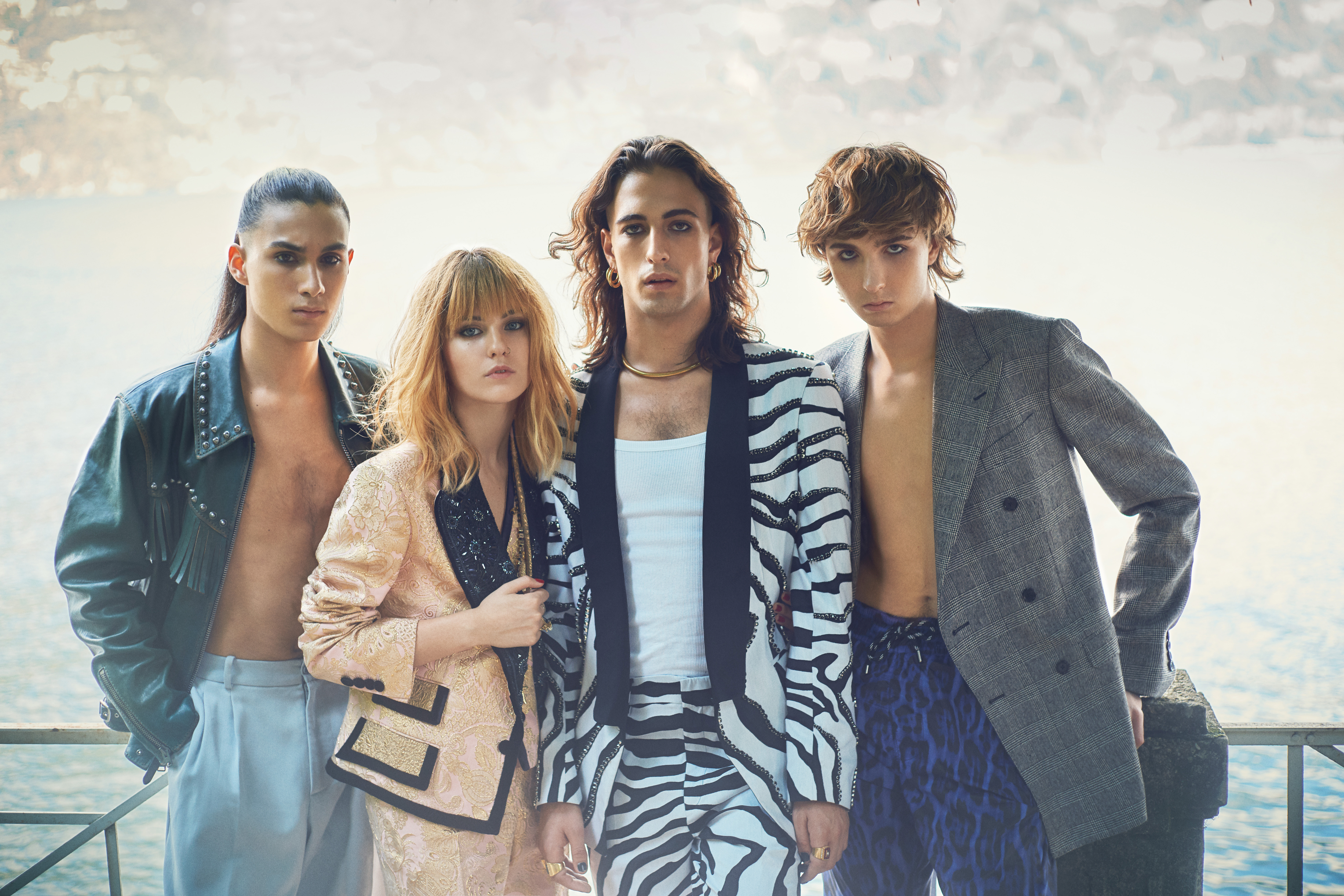
The Loneliest est écrite par les quatre membres de Måneskin, accompagnés d'auteurs internationaux.

The Loneliest est écrite à Los Angeles, par les quatre membres de Måneskin, accompagnés de plusieurs auteurs internationaux : James Abrahart, Jason Evigan, Rami Yacoub et Sarah Hudson. D'après le chanteur de Måneskin Damiano David, la chanson est inspirée d'un épisode de la série britannique Peaky Blinders. The Loneliest est davantage personnelle que les précédents titres du groupe. Pour Damiano David, il s'agit même de sa chanson la plus personnelle avec Coraline (en). Elle est née de la solitude et de l'absence ressentie par l'artiste, loin de son pays natal et de ses proches. Il s'est inspiré des sentiments qu'il pourrait ressentir s'il venait à perdre ses proches, ou si ses proches venaient à le perdre.
The Loneliest est une power ballad, un peu emo, marquée par un solo de guitare assez inhabituel pour le groupe,. Melissa Ruggieri de USA Today explique que ce changement de style peut surprendre les nouveaux fans du groupe, mais qu'il se trouve dans la lignée des précédents albums de Måneskin. Damiano David ajoute que « la ballade est une part importante de [l']ADN [du groupe] », qu'il n'avait pas eu l'occasion de présenter depuis leur victoire à l'Eurovision.
Selon la RTBF, The Loneliest est une « une chanson remplie d'émotions ». Elle commence par : « You’ll be the saddest part of me/ A part of me that’ll never be mine, it’s obvious/ Tonight is gonna be the loneliest » (« Tu seras la part de moi la plus triste / Une part de moi qui ne sera jamais mienne, c'est évident / Ce soir sera le plus solitaire »). Elle parle de la perte d'un proche et de la solitude qui en résulte. Pour Damiano David, la chanson se trouve « quelque part entre la lettre d'amour, un adieu et un testament » et « exprime un message universel d'amour » (« È una via di mezzo tra una lettera d’amore, un addio e un testamento [...] esprime un messaggio d’amore universale »). Il ajoute : « on sent le combat entre la nostalgie et la douleur, jusqu'au cri cathartique final de l'amour ; faire cette chanson a été une expérience de guérison » (« Si sente la lotta alla nostalgia e al dolore fino al grido d’amore catartico finale. Fare questa canzone è stata un’esperienza di guarigione »),.

## Sortie et réception

### Sortie
Fin septembre 2022, Måneskin annonce la sortie d'un nouvel single The Loneliest, en publiant sur les réseaux sociaux une courte vidéo et l'image de paroles écrites à la main sur un papier, brouillées par la pluie.
Le 6 octobre, le groupe joue pour la première la chanson au Camden Underworld de Londres, à l'occasion d'un concert intimiste organisé à la dernière minute. Le single sort le lendemain, le 7 octobre 2022,. Le single précède la tournée nord-américaine de Måneskin, qui débute le 31 octobre à Seattle.

### Accueil critique

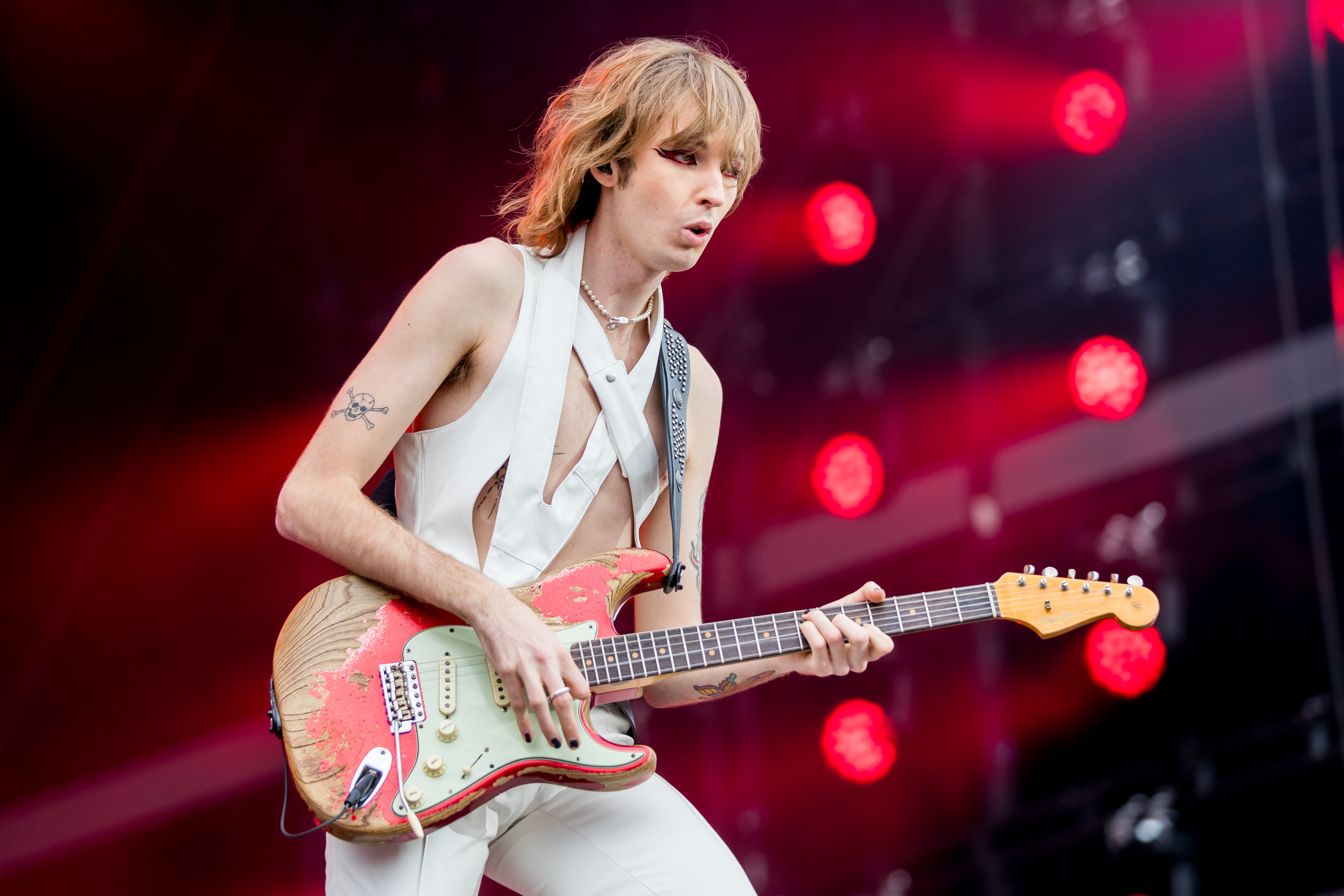
Le solo de guitare de Thomas Raggi est notamment comparé à Guns N' Roses.

Lors de sa sortie, la presse qualifie The Loneliest d'« émouvante », et « intimiste » et la compare aux power ballads des années 1990,. Gabriele Scorsonelli d'il Fatto Quotidiano compare le solo de guitare de Thomas Raggi à celui de November Rain de Guns N' Roses, une des références de Måneskin.
Quand l'album Rush! sort en janvier 2023, les critiques semblent plus sévères. Dans Kerrang!, Sam Law juge que le passage de l'italien à l'anglais fait perdre au groupe sa complexité et son originalité, notamment sur The Loneliest. Pour Thomas Smith de NME, The Loneliest et les deux précédents singles de Rush! (Mammamia (en) et Supermodel (en)) ont été rajoutés en fin d'album, sans cohérence avec l'ensemble. Dans une critique positive de l'album, Hal Horowitz d'American Songwriter estime que cette power ballad clôturant l'album est le seul faux du disque.

### Succès commercial
Le jour de sa sortie, la chanson est la plus écoutée dans le monde sur Spotify et son clip est vu plus de 1,2 million de fois sur YouTube en 24 heures.
The Loneliest se classe directement en première place des ventes de single en Italie. C'est la seule chanson entièrement en anglais à occuper cette position en 2022. Il s'agit du deuxième numéro 1 de Måneskin en Italie après Torna a casa (sortie en 2018). La chanson se classe également en première place des charts en Wallonie en janvier 2023, plus de deux mois après sa sortie. Outre l'Italie et la Wallonie, The Loneliest figure parmi les singles les plus vendus de l'année 2022 en Flandre et aux Pays-Bas. Elle rencontre un succès plus modéré dans le reste de l'Europe et aux États-Unis.

## Clip musical
Le clip de The Loneliest sort le 14 octobre 2022, une semaine après le single. Il est écrit et réalisé par Tommaso Ottomano,,, dans une ambiance « dramatique et gothique ». La sortie du clip est précédée de plusieurs teasers partagés sur les réseaux sociaux, montrant Damiano David trempé, chantant en costume sous une pluie torrentielle.
La vidéo commence par montrer Damiano David, sans vie, sous l'eau. Dans la scène suivante, on assiste à un enterrement dans un cadre bucolique. Les invités sont vêtus de noir et le cercueil est porté jusqu'à la tombe par les quatre membres du groupe habillés en Gucci (Damiano David, Victoria De Angelis, Thomas Raggi et Ethan Torchio). Un orage éclate en pleine cérémonie. Damiano David recrache une lettre manuscrite, qui reprend les paroles de la chanson et qu'il lit sous la pluie. Les convives s'éloignent alors que l'averse se poursuit, laissant le chanteur seul. À l'aube, alors que les autres membres du groupe le retrouvent, Damiano David se jette dans l'eau qui inonde la tombe, revenant à la scène de départ.

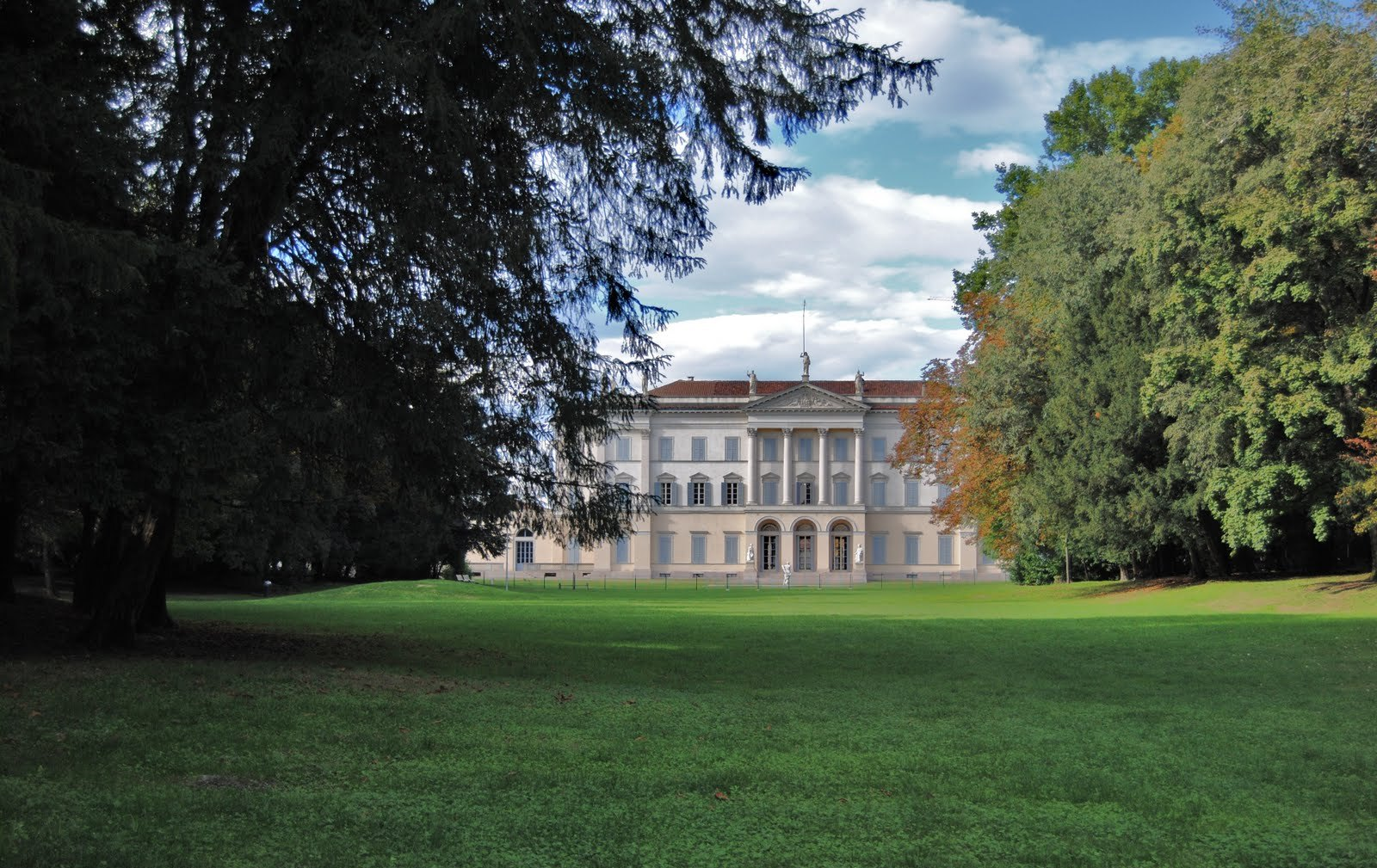
Le clip est tourné dans le parc de la Villa Tittoni à Desio, en Lombardie.

Le tournage du clip s'est déroulé sur trois jours dans le parc de la Villa Tittoni à Desio, près de Milan. La bassiste du groupe Victoria De Angelis se souvient d'un tournage difficile, marqué par le froid et la pluie ; les membres de Måneskin étaient trempés sous des ventilateurs. Damniano David révèle qu'il a cru mourir lors d'une scène filmée sous l'eau, où les poids étaient trop lourds,. Le tournage provoque une polémique dans la petite ville, l'opposition locale s'étonnant du prix dérisoire de la location du parc (4 920 euros), la privation d'un service public et l'endommagement de la pelouse par les équipes de tournage.
Pour décrire le clip, Alessandra De Tommasi de Vanity Fair Italie parle d'un « conte noir presque burtonien qui amplifie la puissance de la chanson ». Pour Giacomo Aricò de Vogue Italia, le clip décrit parfaitement le désespoir de The Loneliest dans un « sombre enterrement inondé de larmes de pluie infinies » (« un tetro funerale bagnato da infinite lacrime di pioggia »). Il estime par ailleurs que les costumes-cravates noirs Gucci (bleu pour Victoria De Angelis) portés par  Måneskin ainsi que le décor élégant de la Villa Tittoni sont une réponse aux détracteurs du groupe, qui leur reprochent parfois d'être souvent plus nus qu'habillés.

## Classements et certifications
| Classement (2022-23)                      | Meilleure position |
| ----------------------------------------- | ------------------ |
| Allemagne (GfK Entertainment)             | 82                 |
| Autriche (Ö3 Austria Top 40)              | 24                 |
| Belgique (Flandre Ultratop 50 Singles)    | 12                 |
| Belgique (Wallonie Ultratop 50 Singles)   | 1                  |
| Croatie (Airplay Radio)                   | 7                  |
| États-Unis (Alternative Airplay)          | 4                  |
| États-Unis (Hot Alternative Songs)        | 20                 |
| États-Unis (Hot Rock & Alternative Songs) | 33                 |
| France (SNEP)                             | 11                 |
| Grèce (IFPI)[réf. nécessaire]             | 7                  |
| Hongrie (Rádiós Top 40)                   | 40                 |
| International (Billboard Global 200)      | 75                 |
| Irlande (Singles Sales Chart)             | 75                 |
| Israël (Media Forest)                     | 8                  |
| Italie (FIMI)                             | 1                  |
| Japon (Hot Overseas)                      | 4                  |
| Lettonie (EHR Top 40 (en))                | 16                 |
| Lituanie (T100)                           | 2                  |
| Luxembourg (Billboard)                    | 16                 |
| Norvège (VG-lista)                        | 37                 |
| Nouvelle-Zélande (Hot 40 Singles)         | 38                 |
| Pays-Bas (Nederlandse Top 40)             | 6                  |
| Pays-Bas (Single Top 100)                 | 30                 |
| Pologne (Airplay)                         | 7                  |
| Pologne (Streaming)                       | 81                 |
| Portugal (AFP)                            | 44                 |
| Royaume-Uni (Singles Downloads            | 40                 |
| Royaume-Uni (Singles Sales                | 41                 |
| Slovaquie (IFPI Rádio)                    | 29                 |
| Suède (Sverigetopplistan)                 | 48                 |
| Suisse (Schweizer Hitparade)              | 13                 |
| Tchéquie (IFPI Rádio)                     | 8                  |
| Tchéquie (IFPI Singles Digitál)           | 22                 |

| Classement (2022)            | Meilleure position |
| ---------------------------- | ------------------ |
| Belgique (Flandre Ultratop)  | 137                |
| Belgique (Wallonie Ultratop) | 145                |
| Italie (FIMI)                | 76                 |
| Pays-Bas (Top 40)            | 63                 |

### Certifications
| Région                                                                                                 | Certification | Ventes/Streams |
| --- | ------------- | -------------- |
| France (SNEP)                                                                                          | Platine       | 250 000*       |
| Hongrie (Mahasz)                                                                                       | Platine       | 3 000x         |
| Italie (FIMI)                                                                                          | 2 × Platine   | 0‡             |
| Suisse (IFPI)                                                                                          | Or            | 0x             |
| *Ventes selon la certification ^Mise en rayon selon la certification xNon précisé par la certification |               |                |